# Girl vs. World
Girl vs. World er en dansk dokumentarfilm fra 2017 instrueret af Sofie Wolstrup og Laura Plummer.

## Handling
En 16-årig pige fra kystbyen Essaouira i Marokko drømmer om at blive bokser, men det er ikke let, når boksning ikke anses for at være en sport for piger. Hun kæmper mod dette fastlagte kønsmønster for retten til at være sig selv. Filmen følger hendes hverdag i Essaouira, både i boksehallen og når hun er sammen med sine veninder. Filmen er et indblik i klassiske ungdomstemaer, som viser sig at være identificerbare, selv om historien lokaliserer sig i en anden kultur.